# Dobrodružství Priscilly, královny pouště
Dobrodružství Priscilly, královny pouště (v anglickém originále Adventures of Priscilla, Queen of the Desert) je australský komediálně-dramatický film natočený roku 1994 dle vlastního scénáře režisérem Stephenem Elliottem.
Rozpustilá i dojemná road movie s kabaretními prvky pojednává o třech travesty umělcích, tzv. drag queens (dva gayové a jeden transsexuál); svérázná trojice cestuje ve velkém rozhrkaném autobusu Ford Denning typ 1980 pojmenovaném Priscilla přes vnitrozemí Austrálie, ze Sydney do Alice Springs, za uměleckým angažmá. Na cestě je provází vzájemné roztržky a usmíření i střety s předsudky a dobrosrdečnými venkovany a domorodci. Transsexuální Bernadette truchlí nad nedávným úmrtím svého partnera a žárlí na mladičkého rozverného Adama, který miluje Abbu; Tony zase před nimi tají manželku a syna – plod své „mladické nerozvážnosti“.
Film těží hlavně z výrazných hereckých výkonů ústřední trojice, z okázalých kabaretních kostýmů a populárních melodií, díky nimž si získal v LGBT komunitě status kultovního snímku. Vizualita filmu s autobusem a obřím střevícem byla roku 2000 použita např. i při závěrečném ceremoniálu LOH v Sydney.
V roce 2006 byl z filmu adaptován muzikál.

## Obsazení
| Terence Stamp  | Bernadette Bassenger                   |
| Hugo Weaving   | Anthony „Tick“ Belrose / Mitzi Del Bra |
| Guy Pearce     | Adam Whitely / Felicia Jollygoodfellow |
| Bill Hunter    | Bob                                    |
| Sarah Chadwick | Marion                                 |
| Julia Cortez   | Cynthia                                |

## Soundtrack
Hudba hraje ve filmu významnou roli; čtyři písně v průběhu děje zpívá i ústřední trojice, či dva z nich. V roce 1994 vyšlo CD s písněmi z filmu:
- „I've Never Been to Me“ – Charlene
- „Go West“ – Village People
- „Billy Don't Be a Hero“ – Paper Lace
- „My Baby Loves Lovin'“ – White Plains
- „I Love the Nightlife (Disco 'Round)“ – Alicia Bridges
- „Can't Help Lovin' Dat Man“ – Trudy Richards
- „I Will Survive“ – Gloria Gaynor
- „A Fine Romance“ – Lena Horne
- „Shake Your Groove Thing“ – Peaches & Herb
- „I Don't Care if the Sun Don't Shine“ – Patti Page
- „Finally“ [7" Choice Mix] – CeCe Peniston
- „Take a Letter Maria“ – R. B. Greaves
- „Mamma Mia“ – ABBA
- „Save the Best for Last“ – Vanessa Williams
- „I Love the Nightlife (Disco 'Round)“ [Real Rapino 7" Mix] – Alicia Bridges
- „Go West“ [Original 12" Mix] – Village People
- „I Will Survive“ [1993 Phil Kelsey Classic 12" Mix] – Gloria Gaynor
- „Shake Your Groove Thing“ [Original 12" Mix] – Peaches & Herb
- „I Love the Nightlife (Disco 'Round)“ [Phillip Damien Extended Vox] – Alicia Bridges

## Kritika
Tomáš Stejskal (Hospodářské noviny) psal o barvami hýřícím filmu, v jehož jádru jde nejen o pouť do nitra australské krajiny, ale především o odvážnou výpravu do míst, kde vládnou předsudky a nenávist.

## Ocenění
- Oscara: nejlepší kostýmy
- dvě nominace na Zlatý glóbus za nejlepší komediální či muzikálový film a nejlepší herecký výkon v komedii či muzikálu.
- Golden Space Needle Award za nejlepší film na mezinárodním filmovém festivalu v Seattlu
- dvě ceny BAFTA za kostýmy a masky a 4 další nominace
- dvě ceny Australského filmového institutu za kostýmy a produkci a 7 dalších nominací
- Mediální cena GLAAD za výjimečný film zobrazující LGBT komunitu.